# Pieces (アルバム)
『pieces』（ピーシーズ）は、日本のシンガーソングライター・小池徹平が2007年6月27日にA&M RECORDSから発売した1枚目のオリジナルアルバムである。

## 内容
初のソロアルバム。
シングル「君に贈る歌」「my brand new way」 の他、「そんなあなたに」「何処かの空」「赤レンガ」など、WaTとしてメジャーデビュー以前に制作されていた楽曲も初CD化され収録されている。そのため作詞作曲は小池自身が手掛けているが、「何処かの空」「赤レンガ」の2曲のみWaT名義となっている。
10万枚生産限定盤と通常盤の2形態で発売され、10万枚生産限定盤にはレコーディングの様子やCDジャケットの撮影風景を中心としたDVDが付属された。また、両盤共通で32ページの写真が掲載されたブックレットや、A2サイズのオリジナルポスターなども付属された。

## 収録曲
1. そんなあなたに
作詞・作曲：小池徹平
編曲：前嶋康明
2. my brand new way
作詞・作曲：小池徹平
編曲：小松清人
2ndシングルの表題曲。
3. 思い出の欠片
作詞・作曲：小池徹平
編曲：小松清人
4. 絵葉書
作詞・作曲：小池徹平
編曲：川端良征
5. 君に贈る歌
作詞・作曲：小池徹平
編曲：小松清人
ストリングスアレンジ：前嶋康明
1stシングルの表題曲。
6. sweet summer
作詞・作曲：小池徹平
編曲：川端良征
7. 何処かの空
作詞：WaT
作曲：小池徹平
編曲：華原大輔
ストリングスアレンジ：前嶋康明
8. pieces
作詞・作曲：小池徹平
編曲：小松清人
本作の表題曲。
9. ‘‘is’’
作詞・作曲：小池徹平
編曲：小松清人
10. 赤レンガ
作詞：WaT
作曲：小池徹平
編曲：華原大輔
11. dawn
作詞・作曲：小池徹平
編曲：板倉雅一
12. 雨も風も
作詞・作曲：小池徹平
編曲：前嶋康明

## 参加ミュージシャン
- 小池徹平：Vocal、Acoustic Guitar、Guitalele、Blues Harp、Chorus
- 小松清人：Programming (#2,3,5,8,9)、Chorus (#2,5,7,8)
- 前嶋康明：Programming & Piano (#1,12)
- 川端良征：Programming (#4,6)
- 華原大輔：Programming (#7,10)、Acoustic Bass & Electric Bass (#1〜7,9〜12)
- 板倉雅一：Programming & Keyboards (#11)
- 小板良輔：Acoustic Guitar & Electric Guitar (#1〜4,6〜12)
- 朝井泰生：Acoustic Guitar & Electric Guitar (#5)
- 桜井正宏：Drums & Percussions (#1,3,5,6,9,11,12)
- 中村順一：Percussions (#7,10)
- 弦一徹ストリングス：Strings (#1,5,7)
- おひサマーズ：Chorus (#6)

## タイアップ
- ロート製薬『メンソレータム薬用アクネス』CMソング (#2)
- 森永乳業『森永アロエヨーグルト』CMソング (#5)